# Rhopalothrix triumphalis
Rhopalothrix triumphalis is een mierensoort uit de onderfamilie van de Myrmicinae. De wetenschappelijke naam van de soort is voor het eerst geldig gepubliceerd in 2013 door Longino & Boudinot.